# Statysta

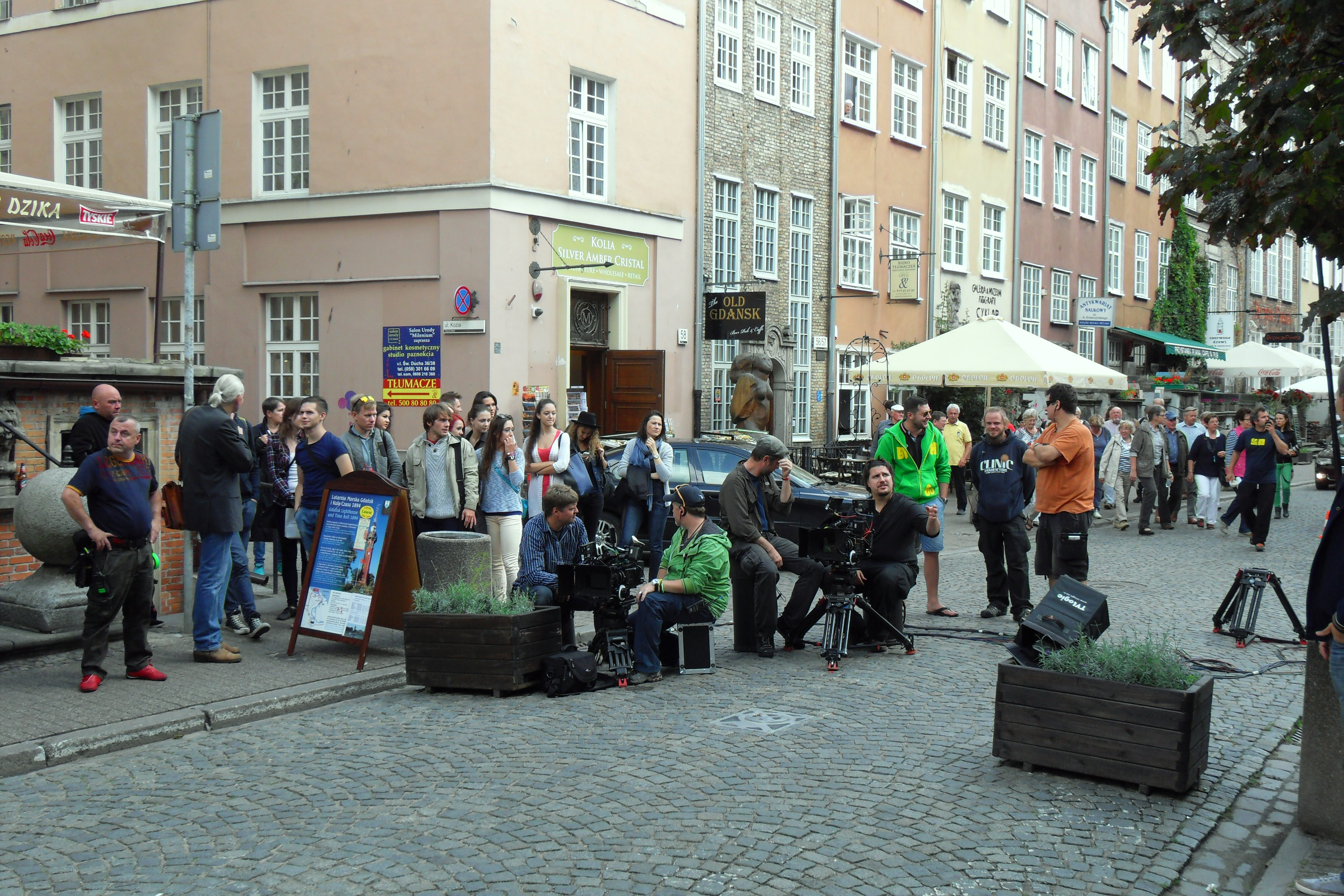
Ekipa filmowa i statyści na planie serialu Prawo Agaty (ulica Piwna w Gdańsku, 2014)

Statysta – pełnoprawny pracownik planu zdjęciowego, odgrywający podrzędne role za ustalone wynagrodzenie.
Zwykle występuje w tle postaci głównych. Niekiedy jednak statyści odtwarzają bardziej rozbudowane role, przez co wchodząc ze sobą w interakcje, tworzą bardziej realistyczne tło (np. w filmach Miś, Rejs).
Wielu aktorów rozpoczęło swą praktykę zawodową od statystowania.